# 斯莫利內
48°36′6″N 31°17′41″E / 48.60167°N 31.29472°E

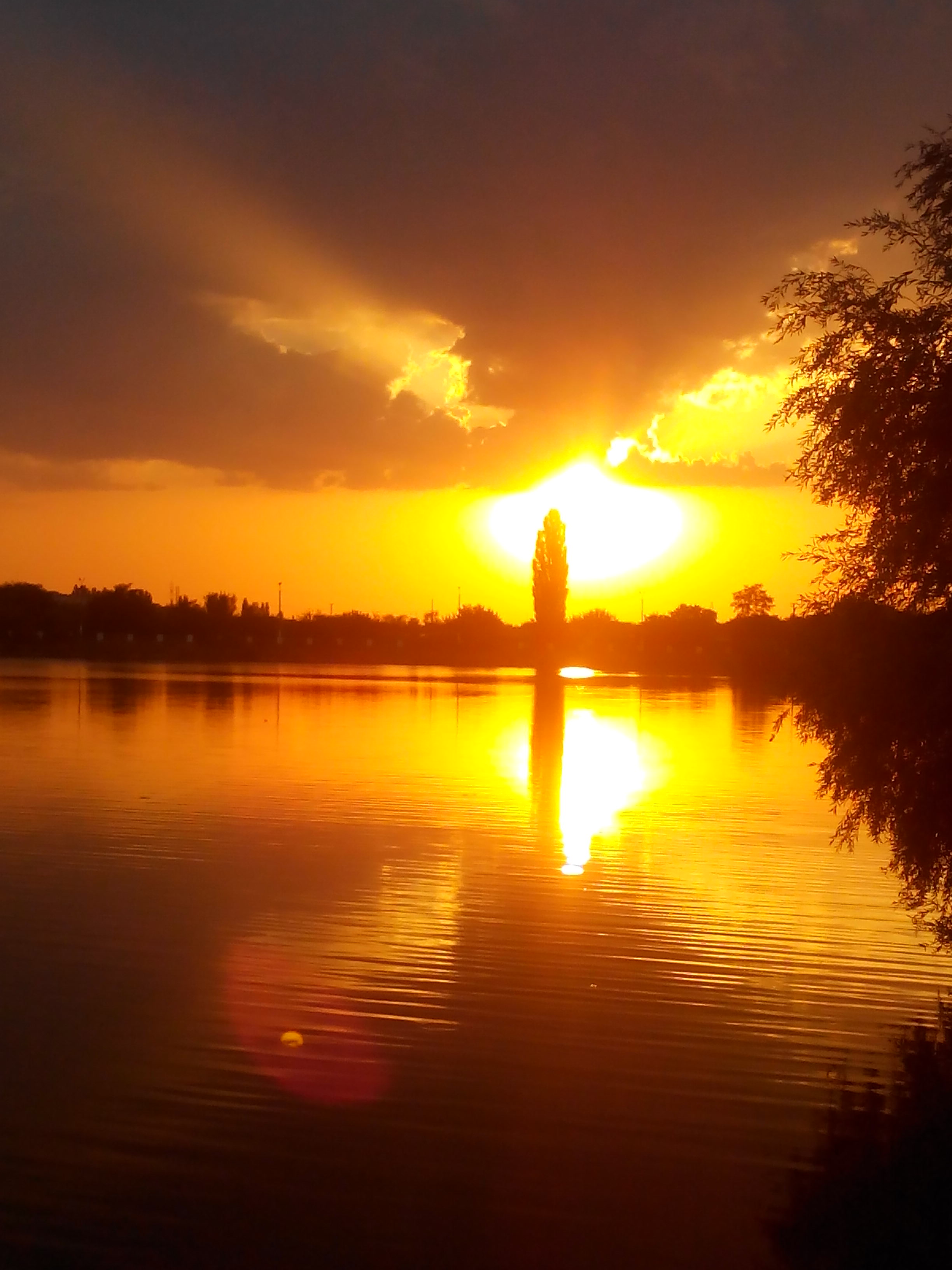
当地风景

斯莫利内（烏克蘭語：Смоліне），是烏克蘭中部基洛夫格勒州新烏克蘭卡區斯莫里内市镇里的市級鎮及其行政中心。處於基利堅河畔，距離基洛沃格勒以西79公里和小維斯卡以西31公里，海拔高度188米，2014年人口9,841。